# Miguel Salabert
Miguel Salabert Criado (1931-2007) fue un periodista, traductor y escritor español, conocido por acuñar el término de «exilio interior».

## Biografía
Nacido en 1931 en Madrid, Salabert, niño de la guerra, metaforizó su infancia de la siguiente manera: «Las primeras noticias que tuve de los hombres fueron las bombas».
Salabert, que tomó el camino del exilio huyendo del franquismo y se instaló en Francia, acuñó en 1958, con la publicación en el semanario francés L'Express del artículo «L'exil intérieur», el concepto de «exilio interior», que empleó para referirse a la condición de «autismo social» inducida por la situación de agresión a la cultura libre bajo la dictadura franquista. El concepto sería también desarrollado por Paul Ilie.
Posteriormente firmó la novela del mismo nombre, publicada en París en 1961 y sólo 27 años después en España. Escrita a caballo en la «diáspora» a caballo entre Hamburgo, Copenhague y París, sería considerada por la hispanista Ebtehal Younes como «uno de los mejores testimonios sobre la posguerra en la España franquista» y se publicó en más de una decena de idiomas. También en Francia trabajó para la agencia de noticias France-Presse.
Durante la Transición Española se dedicó al periodismo cultural y político, participando en revistas como La Calle, en la que dirigió la sección de política. Fue, además, biógrafo y traductor de Julio Verne.
Fue padre de la escritora Juana Salabert.

## Obras
- — (1974). Julio Verne, ese desconocido. Alianza Editorial.[15]
- — (1988). El exilio interior. Madrid: Anthropos.
- Antología de humoristas franceses contemporáneos. Selección, prólogo y biografías. Madrid: Taurus. 1958.

- Humor de contrabando. Con Chumy Chúmez. Madrid: Arion. 1959.

### Traducciones
- Jules Verne: Veinte mil leguas de viaje submarino:

Alianza Editorial, 2012. ISBN: 978-84-206-0842-6.

Alianza Editorial, 2019. ISBN: 978-84-9181-358-3.
- Jules Verne: La isla misteriosa:

Alianza Editorial, 2014. ISBN: 978-84-206-9194-7.

Alianza Editorial, 2025. ISBN: 979-1370090159.
- Jules Verne: Viaje al centro de la tierra. Alianza Editorial, 2012. ISBN: 978-84-206-0904-1.
- Jules Verne: La vuelta al mundo en ochenta días. Alianza Editorial, 2011. ISBN: 978-84-206-5334-1.
- Jules Verne: Los quinientos millones de la Begun. Alianza Editorial, 2005. ISBN: 978-84-206-5923-7.
- Jules Verne: Un drama en Livonia. Anaya, 1987. ISBN: 84-7525-428-4.
- Gustave Flaubert: La educación sentimental:

Alianza Editorial, 2020. ISBN: 978-84-9181-775-8.

Alianza Editorial, 2021. ISBN: 978-84-1362-507-2.
- Albert Camus: El revés y el derecho / Discurso de Suecia (con María Teresa Gallego Urrutia). Alianza Editorial, 2014. ISBN: 9788420684222.
- Albert Camus: Reflexiones sobre la guillotina. Taurus, 2023. ISBN: 978-8430625901.
- Albert Camus: Crear peligrosamente: El poder y la responsabilidad del artista. Editorial GG, 2022. ISBN: 978-8425233951.
- Jean-Paul Sartre: El muro. Alianza Editorial, 1984. ISBN: 84-206-0017-2.
- Jean-Paul Sartre: Los caminos de la libertad. Alianza Editorial, 1982-1983. ISBN: 84-206-9801-6.
- Jean-Paul Sartre: La infancia de un jefe. Alianza Editorial, 1994. ISBN: 9788420646435.